# 沃夫彗星
14P／沃夫彗星是太陽系內的一顆週期彗星。
馬克斯·沃夫於1884年9月17日在德國的海德堡發現這顆彗星。稍後，在9月23日又有在蘇格蘭 阿伯丁的羅夫·科普蘭（Dun Echt 天文台）發現這顆彗星，但未被證實。

## 性質
起初，這顆彗星的近日點是2.74天文單位，週期為8.84儒略年。但在1922年9月27日以0.125天文單位的距離掠過木星之後，近日點變為2.43天文單位，週期則變為8.28儒略年。目前所使用的數值則是在2005年8月13日再一次接近木星後的結果。但等到2041年3月10日這顆彗星再接近木星之後，軌道週期的參數又會與1925年至2000年間相似。

## 外部連結
- 14P at Kronk's Cometography （页面存档备份，存于）
- 14P at Kazuo Kinoshita's Comets （页面存档备份，存于）
- 14P at Seiichi Yoshida's Comet Catalog （页面存档备份，存于）

| 週期彗星                  | 週期彗星 | 週期彗星                |
| ------------------------- | -------- | ----------------------- |
| 前一顆彗星 13P/奧伯斯彗星 | 沃夫彗星 | 後一顆彗星 15P/芬利彗星 |
| 週期彗星列表              |          |                         |